# Одоевцев, Владимир Михайлович
Владимир Михайлович Одоевцев (1895—1973) — участник Белого движения на Юге России, поручик 6-го кавалерийского полка.

## Биография
Из потомственных дворян Тульской губернии. Сын капитана. Уроженец Волынской губернии.
Окончил Владимирский Киевский кадетский корпус (1915) и Елисаветградское кавалерийское училище (1916), откуда выпущен был прапорщиком в Отдельный корпус пограничной стражи. 28 сентября 1916 года переведен в 10-й конный пограничный Рыпинский полк, а 29 сентября произведен в корнеты. К концу войны — поручик 9-го гусарского Киевского полка. Из наград имел орден Св. Станислава 3-й степени с мечами и бантом.
В Гражданскую войну участвовал в Белом движении на Юге России, во ВСЮР и Русской армии — в 6-м кавалерийском полку. Награждён орденом Св. Николая Чудотворца
За то, что в бою 28 мая 1920 года у села Натальевки, получив приказание отбить атаку эскадронов противника на боевой обоз, где находились раненые офицеры и солдаты и много пулеметов, с 20-ю всадниками бросился в атаку. Будучи сам тяжело ранен, не оставил боя и продолжал руководить таковым, пока не потерял сознания и был вынесен. Приказание полученное поручик Одоевцев выполнил блестяще, оказал огромное содействие полку и, кроме того, взял пленных.
Эвакуировался из Крыма на корабле «Решид-Паша». В эмиграции во Франции, ротмистр. В 1950-е годы состоял членом правления Общекадетского объединения. Последние годы провел в Русском доме в Ганьи, где и скончался в 1973 году. Похоронен на местном кладбище. Был женат на Татьяне Михайловне Максютенко (1892—1978).

## Награды
- Орден Святого Станислава 3-й ст. с мечами и бантом;
- Орден Святителя Николая Чудотворца (Приказ Главнокомандующего № 249, 31 октября 1921)